# Заручальний перстень

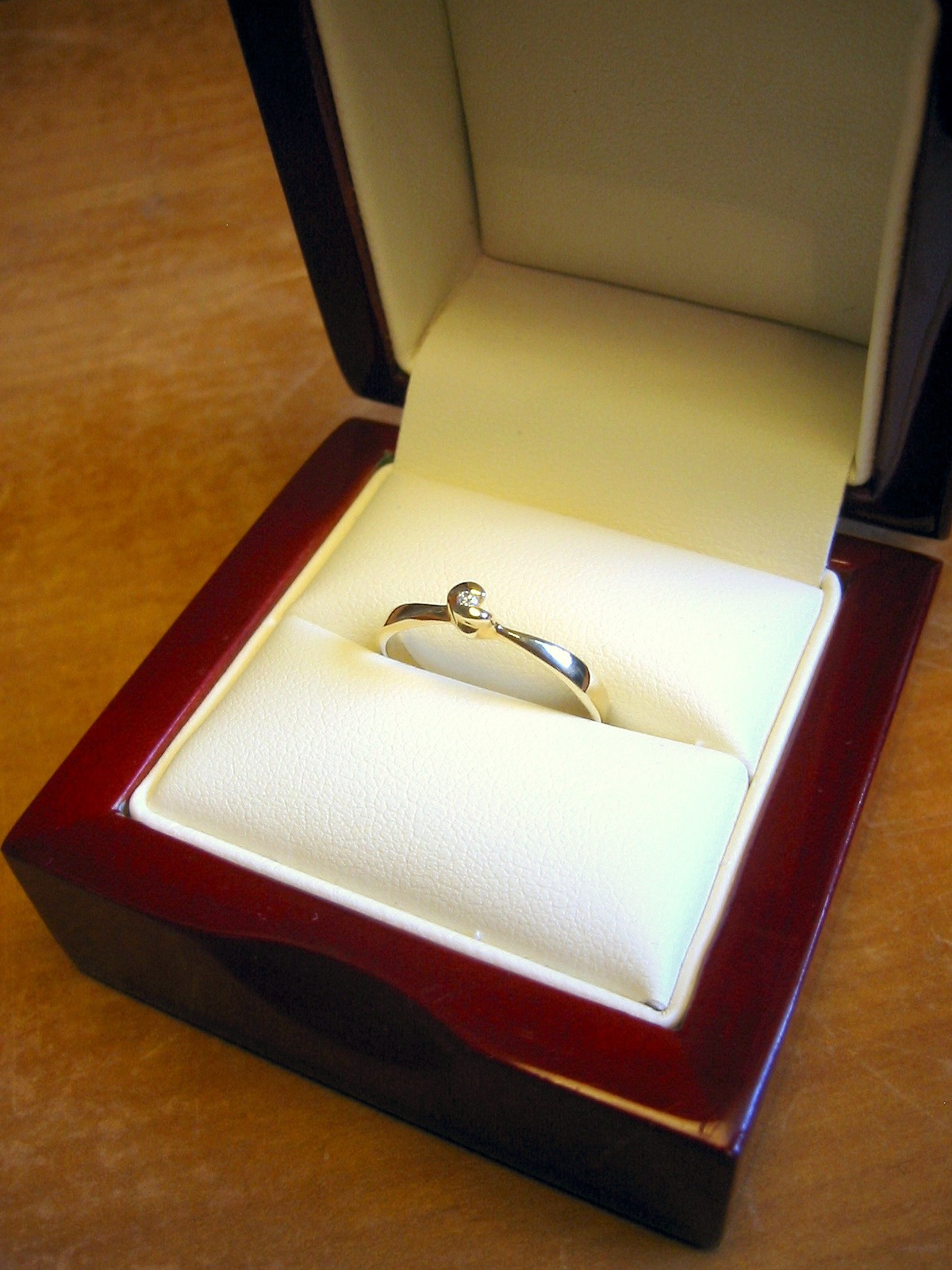
Перстень з діамантом

Заручальний перстень, каблучка — перстень, який люди дарують одне одному (або тільки нареченій) під час заручин як символ шлюбної пропозиції. Заручальні персні носять у період від заручин до весілля, а іноді й після; обручальні, якими обмінюються під час шлюбної церемонії, носять тільки після одруження.

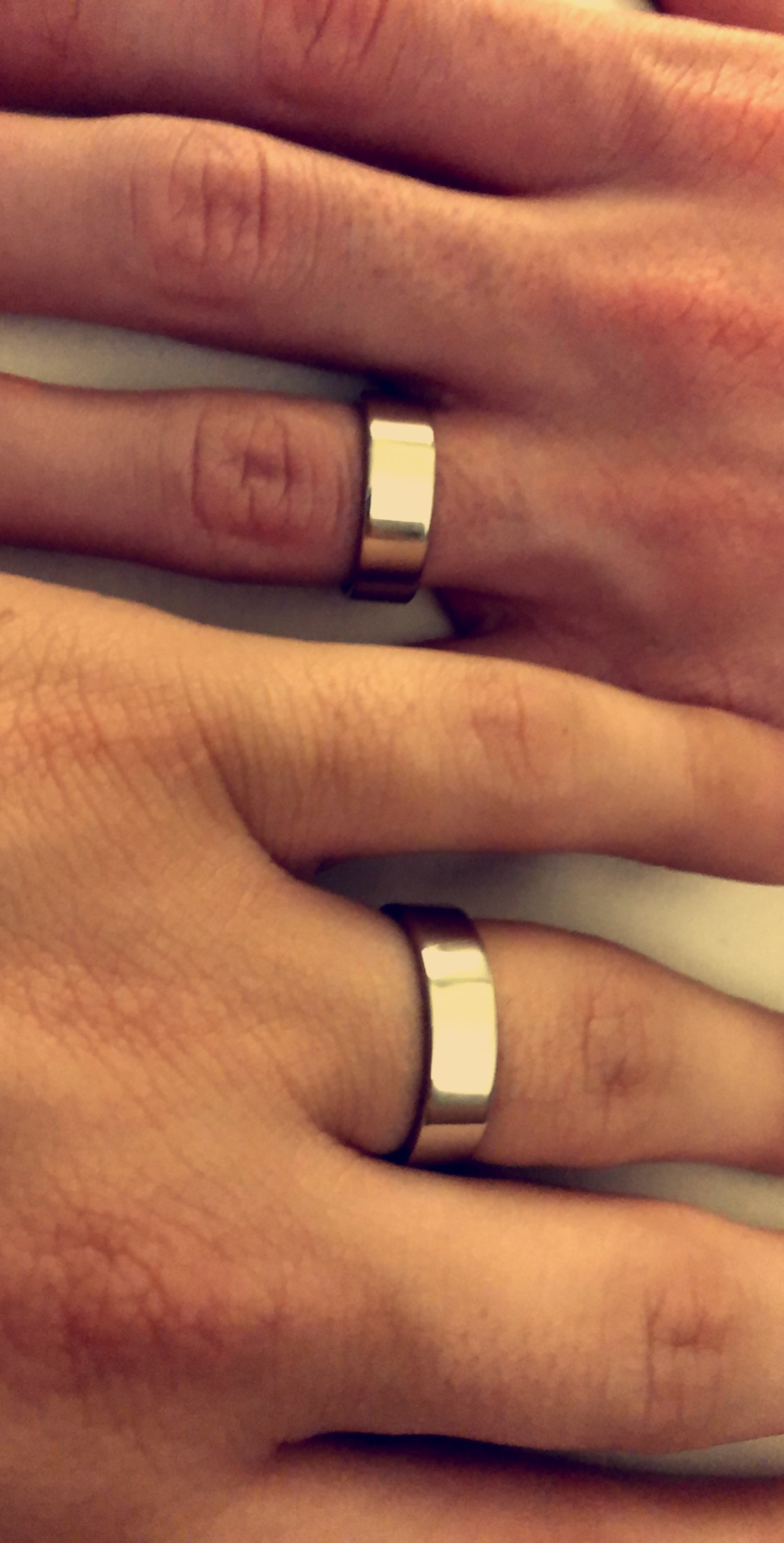
Сучасні заручальні персні

Після весілля і офіційного оформлення шлюбу заручальний перстень можна зняти і зберігати в потаємному місці, а можна носити на підмізинному пальці лівої руки. Також можна одягнути під обручку (для цього їх іноді виконують в одному дизайні). Існують моделі каблучок з двох частин: обручки та заручальної каблучки, яка є складовою обручки. 
Сучасні заручальні персні – здебільшого каблучки з білого, жовтого або червоного золота, оздоблені одним діамантом або фіанітом. Інколи бувають моделі з доріжками каміння або візерунками по всій поверхні прикраси.